# 타카하시 히로
타카하시 히로(高橋 ひろ, Takahashi Hiro, 1964년 8월 10일 – 2005년 11월 4일)는 일본의 싱어송라이터였으며, 원래 이름은 타카하시 히로유키(高橋 裕幸, Takahashi Hiroyuki)였다.

## 일생
음악 프로그램 헤이헤이헤이 뮤직챔프에 따르면, 그는 11 살 때 Heart of a Woman과 Northern Town이라는 두 곡을 작곡했다고 한다.
1984년, 타카하시 히로는 밴드 Popsicle에 들어가 작업을 시작했다. 1987년에 그는 밴드 Tulip에 합류해 보다 전문적인 음악 경력을 시작했다. 그는 히트한 싱글을 작곡하면서 밴드의 발전에 중요한 역할을 했다.
1989년 Tulip(1997년 재결합)이 해체된 후 일시적으로 Popsicle에 다시 합류했다.
음반사가 문을 닫자 타카하시는 작곡가로서 더욱 활발히 활동했다. 그는 애니메이션, 무대, 텔레비전 및 라디오를 위한 수많은 사운드트랙을 작곡했다. Nippon Hoso Show Up Nighta 프로그램의 음악도 2005년부터 2008년까지는 그가 작곡한 곡을 사용했다.
2005년 11월 4일, 타카하시 히로는 후복막 육종으로 인한 다발성 장기 부전 탓에 41세의 나이로 사망했다.

## 음반

### 정규
- Kimi ja Nakerya Iminaine (君じゃなけりゃ意味ないね) (November 19, 1993)
- Welcome To Popsicle Channel (November 18, 1994)
- New Horizon (November 17, 1995)
- Great Big Kiss (November 11, 2000)
- From Future Present (February/March, 2007)
- Takahashi Hiro Best Collection (March 15, 2010 – PCCS.00091)[3]

### 싱글
- Itsumo Jōkigen (いつも上機嫌) (November 19, 1993)
- Unbalance na Kiss wo Shite (アンバランスなKissをして) (December 17, 1993)
- Kimi ja Nakerya Imi ga Naine (君じゃなけりゃ意味がないね) (February 18, 1994)
- Taiyō ga Mata Kagayaku Toki (太陽がまた輝くとき) (June 17, 1994)
- Kuchibiru ga Hodokenai (くちびるがほどけない) (June 21, 1995)
- Shiawase no Pilot (しあわせのパイロット) (November 1, 1995)
- Soda Fountain (October 1, 1998)
- Nazenani Kimi no Daizukan (なぜなに君の大図鑑) (March 23, 2002)
- Karei Naru One Step (華麗なるone step) (September 16, 2002)
- Hohoemi no Bakudan (微笑みの爆弾) (singer: Matsuko Mawatari)/Unbalance na Kiss o shite/Taiyō Ga Mata Kagayaku Toki (June 1, 2005) – Re-recorded version